# Real Academia

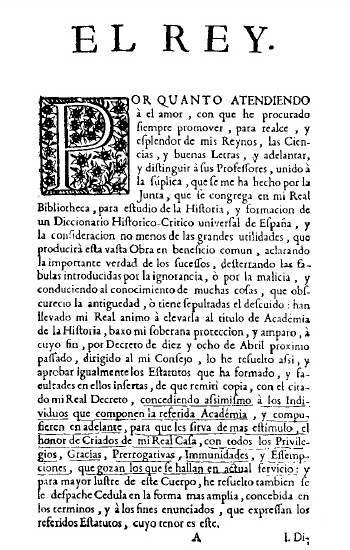
Real cédula por la que se aprobaron los primeros estatutos de la Real Academia de la Historia.

Las reales academias (reials acadèmies, en catalán; reais academias, en gallego; erret akademiak, en vasco), abreviado como RR. AA., son instituciones españolas de investigación y divulgación cultural, científica y artística. Buena parte de ellas surgieron durante la Ilustración amparadas por la Corona española como forma de establecer un sistema centralizado de instituciones culturales paralelo al formado por las universidades, que eran vistas como vestigios medievales incontrolables por parte del Estado. 
En la actualidad, tras las reformas de la universidad española llevadas a cabo en el siglo XX, la mayor parte de las reales academias de investigación también sirven como medio de reconocimiento similar a los premios artísticos y científicos. En las últimas décadas han seguido creándose academias, pero ya con un enfoque centrado en los estudios locales, especialmente en aquellas regiones españolas que cuentan con lengua propia, a imagen de la Real Academia Española y, en cierta medida, de la Real Academia de la Historia, cuyo ámbito de estudio es exclusivamente la historia de España a pesar de su nombre genérico. las reales academias nacionales reúnen a los más distinguidos representantes de las diferentes disciplinas para facilitar la investigación y también ejercer como consejeros del gobierno y el pueblo. 
El Instituto de España reúne a las reales academias de ámbito nacional con un enfoque disciplinario para la coordinación de las funciones que deban ejercer en común.

## Historia
Desde el mismo siglo XVIII, a la vez que se creaban las primeras reales academias nacionales, fueron constituyéndose diversas reales academias y otras academias con un ámbito territorial limitado: local, provincial o regional. En consonancia con el Estado autonómico derivado de la Constitución española, el Instituto de España reconoce las competencias asumidas por las comunidades autónomas sobre las academias de su ámbito territorial, bien en virtud de una atribución expresa en sus estatutos de autonomía, bien a través de los títulos competenciales generales sobre fomento de la investigación y la cultura. Debe recordarse además que la Comunidad de Madrid, el Principado de Asturias y la Región de Murcia, han dictado sus propias leyes para regular las academias establecidas en su ámbito territorial, y que la comunidad autónoma de Andalucía ha creado por ley el Instituto de Academias de Andalucía. Algunas de estas instituciones son academias asociadas del Instituto de España.
La reforma que se aborda en el Real Decreto 1160/2010, de 17 de septiembre, por el que se regula el Instituto de España, expresa también la voluntad del Gobierno de coadyuvar, dentro de sus competencias, al mejor desarrollo de los trabajos de las academias y al refuerzo de su presencia en la sociedad, de modo que se utilice al máximo el inmenso caudal de conocimientos, experiencia de investigación y pensamiento de estas instituciones.
Tienen tratamiento protocolario de «excelentísimo señor» (abrev. Excmo. Sr.) los numerarios de las reales academias nacionales, e «ilustrísimo señor» (abrev. Ilmo. Sr.), los correspondientes, los de número de las reales academias de distrito autonómicas o sus correspondientes.

## Reales academias centrales
Las diez reales academias oficiales, con sede en Madrid a excepción de la Real Academia de Ciencias Económicas y Financieras que se encuentra radicada en Barcelona, tienen como punto de encuentro el Instituto de España.
Estas instituciones son las siguientes:
| Real Academia Española (1714) Real Academia de Jurisprudencia y Legislación (1730) Real Academia Nacional de Farmacia (1737) Real Academia de la Historia (1738) Real Academia de Bellas Artes de San Fernando (1752) | Real Academia de Ciencias Exactas, Físicas y Naturales (1847) Real Academia de Ciencias Morales y Políticas (1857) Real Academia Nacional de Medicina (1861) Real Academia de Ciencias Económicas y Financieras (1940) Real Academia de Ingeniería (1994) |

## Academias de distrito
Las diez Reales Academias que conforman el Instituto de España (IdeE) son todas ellas de ámbito nacional. 
Mediante una reglamentación interna, el Instituto de España estableció, en junio de 1979, unas normas para servir de base indicativa en la fundación de nuevas academias e instituciones afines, regionales, provinciales y locales, y el 20 de octubre de 1979, otras para vincular a dichas academias e instituciones afines, regionales, provinciales y locales, al propio Instituto de España y coordinar las actividades de las mismas en beneficio de la actividad académica en general, creando las figuras de «Academia Asociada del Instituto de España», para «aquellas academias de notoria antigüedad, fecunda historia, actividad permanente e ininterrumpida en favor de la cultura y más cumplido desarrollo de su misión académica», y de «Academia Adherida del Instituto de España», para «aquellas academias o instituciones, también valiosas, pero de menor antigüedad, menor experiencia académica y actividad más restringida por razones de edad y alcance operativo». Por acuerdo posterior de 13 de junio de 1996 quedó anulada la categoría de «Academia Adherida del Instituto de España», pasando las que tenían dicha condición a la de «Academia Asociada del Instituto de España».
De acuerdo con la disposición adicional primera de la reforma reglamentaria de 17 de septiembre de 2010, por la que se regula el Instituto de España, las academias asociadas con anterioridad mantienen dicho carácter.
En enero de 2025, son 65 las academias asociadas al IdeE. Se enumeran en la siguinte tabla, ordenada por fecha de fundación de las distintas Academias.
| º    |                                                                                 |            |                         |                             |                        |                        |                |
| ---- | ------------------------------------------------------------------------------- | ---------- | ----------------------- | --------------------------- | ---------------------- | ---------------------- | -------------- |
| Tipo | Nombre de la Academia                                                           | Siglas     | Fecha de fundación      | Fecha de asociación al IdeE | Comunidad autónoma     | Ciudad                 | Enlace externo |
| M    | Real Academia de Medicina y Cirugía de Sevilla                                  | RAMSE      | 1693                    | 20 de junio de 1990         | Andalucía              | Sevilla                |                |
| M    | Real Academia de Medicina y Cirugía de Valladolid                               | RAMYCVA    | 27 de enero de 1731     | 19 de junio de 1986         | Castilla y León        | Valladolid             |                |
| EL   | Real Academia Sevillana de Buenas Letras                                        | RASBL      | 1751                    | 8 de febrero de 2001        | Andalucía              | Sevilla                |                |
| EL   | Real Academia de las Buenas Letras de Barcelona                                 | RABLB      | 1752                    | 8 de mayo de 1986           | Cataluña               | Barcelona              |                |
| A    | Real Academia de Bellas Artes de San Carlos                                     | RABASC     | 14 de febrero de 1768   | 1 de diciembre de 1987      | Comunidad Valenciana   | Valencia               |                |
| J    | Real Academia de Jurisprudencia y Legislación de Granada                        | RAJYLGR    | 1772                    | 13 de noviembre de 1986     | Andalucía              | Granada                |                |
| A    | Real Academia de Bellas Artes de Nuestra Señora de las Angustias                | RABANSA    | 18 de enero de 1777     | 17 de mayo de 2001          | Andalucía              | Granada                |                |
| A    | Real Academia de Bellas Artes de la Purísima Concepción                         | RABAPC     | 1779                    | 21 de diciembre de 1993     | Castilla y León        | Valladolid             |                |
| M    | Real Academia de Medicina de Andalucía Oriental                                 | RAMAO      | 1783                    | 18 de mayo de 1989          | Andalucía              | Granada                |                |
| A    | Real Academia Provincial de Bellas Artes de Cádiz                               | RAPBAC     | 1788                    | 13 de diciembre de 2001     | Andalucía              | Cádiz                  |                |
| EL   | Real Academia de Nobles Artes de Antequera                                      |            | 1789                    | 2013                        | Andalucía              | Antequera              |                |
| A    | Real Academia de Nobles y Bellas Artes de San Luis                              | RANBASL    | 1792                    | 20 de septiembre de 1995    | Aragón                 | Zaragoza               |                |
| AC   | Real Academia de Ciencias, Bellas Letras y Nobles Artes de Córdoba              | RACBLNAC   | 11 de noviembre de 1810 | 24 de octubre de 1990       | Andalucía              | Córdoba                |                |
| M    | Real Academia de Medicina y Cirugía de Murcia                                   | RAMEMUR    | 1811                    | 20 de junio de 1990         | Región de Murcia       | Murcia                 |                |
| M    | Real Academia de Medicina y Cirugía de Galicia                                  | RAMYCGA    | 1830                    | 10 de abril de 1986         | Galicia                | La Coruña              |                |
| M    | Real Academia de Medicina y Ciencias Afines de la Comunidad Valenciana          | RAMCV      | 28 de agosto de 1830    | 13 de noviembre de 1986     | Comunidad Valenciana   | Valencia               |                |
| M    | Real Academia de Medicina de Zaragoza                                           | RAMZ       | 1831                    | 19 de junio de 1986         | Aragón                 | Zaragoza               |                |
| M    | Real Academia de Medicina de las Islas Baleares                                 | RAMIB      | 1831                    | 22 de diciembre de 1994     | Islas Baleares         | Palma de Mallorca      |                |
| M    | Real Academia de Medicina y Cirugía de Cádiz                                    | RAMCC      | 1831                    | 13 de junio de 1996         | Andalucía              | Cádiz                  |                |
| A    | Real Academia de Bellas Artes de San Sebastián de las Islas Baleares            | RABASSIB   | 1849                    |                             | Baleares               | Palma de Mallorca      |                |
| A    | Real Academia de Bellas Artes de Santa Isabel de Hungría                        | RABASIH    | 1849                    | 25 de octubre de 1995       | Andalucía              | Sevilla                |                |
| A    | Real Academia de Bellas Artes de San Telmo                                      | RABAST     | 31 de octubre de 1849   | 30 de septiembre de 1999    | Andalucía              | Málaga                 |                |
| A    | Real Academia Catalana de Bellas Artes de San Jorge                             | RACBA      | 31 de octubre de 1849   | 8 de mayo de 1986           | Cataluña               | Barcelona              |                |
| A    | Real Academia Gallega de Bellas Artes de Nuestra Señora del Rosario             | RAGBANSR   | 1849                    | 19 de junio de 1986         | Galicia                | La Coruña              |                |
| A    | Real Academia Canaria de Bellas Artes de San Miguel Arcángel                    | RACBA      | 1849                    | 13 de diciembre de 2001     | Canarias               | Santa Cruz de Tenerife |                |
| O    | Real Academia de España en Roma                                                 |            | 1873                    | 2013                        | ——                     | Roma                   |                |
| M    | Real Academia de Medicina de Tenerife                                           | RAMEDTFE   | 1886                    | 10 de abril de 1986         | Canarias               | Santa Cruz de Tenerife |                |
| AC   | Real Academia Hispano Americana de Ciencias, Artes y Letras                     | RAHA       | 1909                    | 12 de marzo de 1987         | Andalucía              | Cádiz                  |                |
| O    | Real Academia Europea de Doctores                                               | RAED       | 1914                    | 17 de diciembre de 2013     | Cataluña               | Barcelona              |                |
| EL   | Real Academia de Cultura Valenciana                                             | RACV       | 20 de enero de 1915     | 2 de diciembre de 1986      | Comunidad Valenciana   | Valencia               |                |
| C    | Real Academia de Ciencias Exactas, Físicas, Químicas y Naturales de Zaragoza    | RACEFQNZ   | 28 de mayo de 1916      | 17 de mayo de 2001          | Aragón                 | Zaragoza               |                |
| EL   | Real Academia de Bellas Artes y Ciencias Históricas de Toledo                   | RABACHT    | 29 de mayo de 1919      | 8 de mayo de 1986           | Castilla-La Mancha     | Toledo                 |                |
| EL   | Real Academia Alfonso X el Sabio                                                | RAAX       | 19 de noviembre de 1940 | 2 de julio de 1998          | Región de Murcia       | Murcia                 |                |
| EL   | Real Academia Burgense de Historia y Bellas Artes - Institución Fernán González | RABHBA-IFG | 1947                    | 19 de junio de 1986         | Castilla y León        | Burgos                 |                |
| AC   | Real Academia de San Dionisio de Ciencias, Artes y Letras                       | RASDCAL    | 12 de octubre de 1948   | 9 de mayo de 2002           | Andalucía              | Jerez de la Frontera   |                |
| O    | Real Academia Mallorquina de Estudios Genealógicos, Heráldicos e Históricos     | RAMEGH     | 1952                    | 30 de octubre de 2008       | Baleares               | Palma de Mallorca      |                |
| AC   | Real Academia de San Romualdo de Ciencias, Letras y Artes                       | RASRCLA    | 31 de octubre de 1954   | 13 de febrero de 1997       | Andalucía              | San Fernando           |                |
| EL   | Real Academia de Historia y Arte de San Quirce                                  | RAHASQ     | 1955                    | 14 de noviembre de 1996     | Castilla y León        | Segovia                |                |
| M    | Real Academia de Farmacia de Cataluña                                           | RAFC       | 1956                    | 12 de enero de 2006         | Cataluña               | Barcelona              |                |
| AC   | Real Academia de Ciencias, Bellas Artes y Buenas Letras Luis Vélez de Guevara   | RACBABLLVG | 1957                    | 8 de mayo de 1997           | Andalucía              | Écija                  |                |
| M    | Real Academia de Medicina de Castilla-La Mancha                                 | AMCLM      | 1968                    | 2022                        | Castilla-La Mancha     | Albacete               |                |
| M    | Real Academia de Medicina de Salamanca                                          | RAMSA      | 1971                    | 10 de abril de 1986         | Castilla y León        | Salamanca              |                |
| M    | Real Academia de Medicina del Principado de Asturias                            | RAMPRA     | 1972                    | 10 de marzo de 1994         | Principado de Asturias | Oviedo                 |                |
| M    | Real Academia Sevillana de Ciencias Veterinarias                                | RASCV      | 1975                    | 24 de octubre de 1996       | Andalucía              | Sevilla                |                |
| M    | Real Academia de Ciencias Veterinarias de Andalucía Oriental                    | RACVAO     | 1975                    | 15 de junio de 1994         | Andalucía              | Granada                |                |
| M    | Real Academia de Ciencias Veterinarias de España                                | RACVE      | 1975                    | 28 de febrero de 1990       | España                 | Madrid                 |                |
| M    | Real Academia de Medicina de Cantabria                                          | ECIMECAN   | 1979                    | 9 de marzo de 2006          | Cantabria              | Santander              |                |
| EL   | Real Academia Extremeña de las Letras y las Artes                               | RAEX       | 29 de octubre de 1979   | 25 de marzo de 1999         | Extremadura            | Trujillo               |                |
| J    | Real Academia de Legislación y Jurisprudencia de Murcia                         | RAJYLMUR   | 1980                    | 13 de febrero de 1997       | Región de Murcia       | Murcia                 |                |
| C    | Real Academia Sevillana de Ciencias                                             | RASC       | 1985                    | 9 de mayo de 2002           | Andalucía              | Sevilla                |                |
| EL   | Real Academia Conquense de Artes y Letras                                       | RACAL      | 1986                    | 28 de septiembre de 2000    | Castilla-La Mancha     | Cuenca                 |                |
| C    | Academia Canaria de Ciencias                                                    | ACANACIE   | 1987                    | 21 de septiembre de 1989    | Canarias               | Santa Cruz de Tenerife |                |
| O    | Real Academia Matritense de Heráldica y Genealogía                              | RAMHG      | 1 de octubre de 1988    | 13 de junio de 1996         | Comunidad de Madrid    | Madrid                 |                |
| J    | Academia de Jurisprudencia y Legislación de Baleares                            | AJLB       | 1988                    | 5 de julio de 2001          | Islas Baleares         | Palma de Mallorca      |                |
| J    | Real Academia Sevillana de Legislación y Jurisprudencia                         | RASLJ      | 1990                    | 20 de diciembre de 1995     | Andalucía              | Sevilla                |                |
| J    | Academia Aragonesa de Jurisprudencia y Legislación                              | AAJL       | 1995                    | 28 de julio de 2000         | Aragón                 | Zaragoza               |                |
| A    | Real Academia de Bellas Artes de Santa María de la Arrixaca                     | RABASMA    | 1999                    | 6 de julio de 2000          | Región de Murcia       | Murcia                 |                |
| O    | Academia Valenciana de la Lengua                                                | AVL        | 23 de junio de 2001     | 2011                        | Comunidad Valenciana   | Valencia               |                |
| C    | Academia Malagueña de Ciencias                                                  | AMC        | 2002                    | 18 de diciembre de 2003     | Andalucía              | Málaga                 |                |
| M    | Real Academia de Farmacia de Galicia                                            | RAFG       | 1 de julio de 2004      | 2021                        | Galicia                | Santiago de Compostela |                |
| J    | Real Academia Gallega de Jurisprudencia y Legislación                           | RAGJYL     |                         | 2010                        | Galicia                | La Coruña              |                |
| J    | Real Academia Asturiana de Jurisprudencia                                       |            |                         | 2013                        | Principado de Asturias | Oviedo                 |                |
| C    | Academia de Ciencias de la Región de Murcia                                     |            |                         | 2019                        | Región de Murcia       |                        |                |
| M    | Real Academia de Medicina del País Vasco – EHMA                                 |            |                         | 2020                        | País Vasco             |                        |                |
| M    | Academia de Farmacia Santa María de España de la Región de Murcia               |            |                         | 2023                        | Región de Murcia       |                        |                |

### Otras academias
- Real Academia de Doctores de España
- Real Academia Europea de Doctores (RAED)
- Real Academia Matritense de Heráldica y Genealogía
- Real Academia de la Mar
- Real Academia de Gastronomía